# Династ
Династ (від дав.-гр. Δυνάστης (δυναστεία) — володар) — по стародавньому поняттю, наприклад, у Геродота, цим словом позначалися невеликі володарі в негрецьких землях.
Однак, Арістотель вживає це слово для позначення особливої форми державного правління: розгнузданої  олігархії. «Династія» є для нього особлива форма олігархії, яка відноситься до законної олігархії так само, як охлократія до  демократії і тиранія до  монархії .
Таке розуміння слова не було вперше встановлено  Арістотелем, але існувало вже і раніше. Фукідід використовує його, кажучи про фессалійців, а в мові  фівян — проти платейців, причому додається, що ця державна форма найближче стоїть до тиранії . Таким чином, «династія» позначає спочатку протизаконну, насильницьку владу небагатьох, однаково відмінну як від тиранії, так і від олігархії. Тому слід, наприклад, і так званих «тридцять» в Афінах називати не «тиранами», але «династами».